# Kirk Barker
Kirk Barker (* 26. April 1983) ist ein britischer Schauspieler.

## Leben
Barker wuchs im Calder Valley, in West Yorkshire auf und besuchte die Stubbings Infant School und die Riverside Junior School in Hebden Bridge sowie die Calder High School. Nach dem Schulabschluss war er in den Sommermonaten Lehrer für Windsurfen und arbeitete im Winter in Skihütten. Anfang bis Mitte der 2000er Jahre begann er sich für Schauspiel und Musiktheater verstärkt zu interessieren und er wirkte in professionellen Bühnenproduktionen mit.
2012 durfte er mit seinem Mitwirken in einer Episode von Bloody Tales of the Tower erstmals Fernseherfahrung sammeln. Im gleichen Jahr verkörperte er die anspruchsvolle historische Rolle des Alexander der Große in der Reihe The Secret Life of.... 2013 war er in insgesamt 10 Episoden der Fernsehserie The Girl’s Guide to Depravity zu sehen. 2015 spielte er eine der Hauptrollen in Arthur und Merlin.

## Filmografie
- 2012: Bloody Tales of the Tower (Mini-Fernsehserie, Episode 1x03)
- 2012: Tír na nÓg (Kurzfilm)
- 2012: The Secret Life of... (Mini-Fernsehserie, Episode 1x06)
- 2013: Doctors (Fernsehserie, Episode 15x136)
- 2013: The Girl’s Guide to Depravity (Fernsehserie, 10 Episoden)
- 2015: Arthur und Merlin (Arthur and Merlin)
- 2016: Ein Prinz zu Weihnachten (Small Town Prince) (Fernsehfilm)
- 2016: Holby City (Fernsehserie, Episode 18x47)
- 2017: Altitude
- 2017: Henry IX (Fernsehserie, Episode 1x03)
- 2018: Dywizjon 303
- 2018–2019: The Heist (Mini-Fernsehserie, 5 Episoden)